# یورگن گراباک
یورگن گراباک (انگلیسی: Jørgen Graabak؛ زادهٔ ۲۶ آوریل ۱۹۹۱) اسکی‌باز نوردیک اهل نروژ است.